# Saint Mégalomartyr Panteleïmon
Le Saint Mégalomartyr Panteleïmon est un navire de ligne de 74 canons de la flotte de la Baltique impériale russe. Il est l'un des deux navires de type «Isidor». Il a été mis en chantier le 28 septembre (9 octobre) 1769 à l'Arsenal de l'Amirauté (ru), de Saint-Pétersbourg et mis à l'eau le 17 (28) septembre 1772. Sa  construction a été dirigée par V. I. Iames.

## Services
En 1773, 1775 et 1777, le Saint Mégalomartyr Panteleïmon participe avec l'escadre à des opérations dans le Golfe de Finlande et la Mer Baltique, et prend part à celles de la Ligue de neutralité armée.
Le 11 juin 1780, comme navire amiral du contre-amiral Aleksandr Krouz (ru) (Cruise), il quitte Kronstadt en direction de la Mer du Nord. Le 11 août il croise dans les Dogger Bank. Le 19 août, en raison d'un nombre important de malades, l'escadre rejoint Kristiansand. Elle reprend la mer le 16 septembre, et après une escale à Copenhague, elle atteint Kronstadt le 8 octobre. 
Le 25 mai 1781 le navire, à la tête de l'escadre du contre-amiral Iakov Soukhotine (ru), se dirige vers la Méditerranée par Copenhague, la Manche, Saint-Vincent, Gibraltar et la Corse, et atteint Livourne le 15 août. Il la quitte pour le voyage de retour le 2 mai 1782 avec l'escadre, par Gibraltar, la Manche et Copenhague, et arrive le 2 juillet à Kronstadt.   
En 1784, à Kronstadt, le Saint Mégalomartyr Panteleïmon est retiré du service.

## Commandants
1. 1773 : M. B. Bechentsov
2. 1775 : Aleksandr Krouz (ru) (Cruise)
3. 1777 : Iakov Soukhotine (ru)
4. 1780-1784 : A. B. Berkh